# Manuela Felix
Manuela Felix (* 4. November 1984) ist eine deutsche Sportschützin im Kader des Deutschen Schützenbundes. Sie ist in den olympischen Disziplinen Kleinkaliber- und Luftgewehr aktiv. Felix studierte daneben biomedizinische Technik und promovierte 2016 mit einer Arbeit zur Strahlentherapie am Universitätsklinikum Mannheim. Ihre Vereine sind SV Sulzbach, Tus Hilgert und der FV Schießsportzentrum Suhl.
Bei der Universiade in Bangkok gewann sie im August 2007 mit dem Luftgewehr die Einzel-Goldmedaille sowie Silber mit der Mannschaft (mit Jessica Kregel und Beate Gauß). Dieses Team gewann auch die Silbermedaille im Kleinkaliber-Dreistellungskampf.
Ebenfalls im August 2007 startete sie bei den deutschen Meisterschaften mit dem Kleinkaliber- (für Suhl) und mit dem Luftgewehr (für Flörsheim). Nach einem fünften Platz mit dem Luftgewehr und dem vierten Platz im KK-Dreistellungskampf wurde sie im (nichtolympischen) KK-Liegendwettkampf vor ihrer Kaderkollegin Barbara Lechner deutsche Meisterin.